# International Bankers Forum
Das International Bankers Forum (IBF) wurde am 7. September 1986 durch Nader Maleki, den amtierenden Präsidenten des Vereins, und mit Unterstützung von Alfred Herrhausen in Frankfurt am Main gegründet und stellt Deutschlands größten privat organisierten Berufsfachverband des Bankgewerbes dar. Vertreten ist er neben seinem Hauptsitz Frankfurt am Main auch in Berlin, Hamburg und Stuttgart.
Der Zweck des eingetragenen Vereins besteht in der internationalen Förderung des Gedankenaustauschs auf bankfachlichen sowie wirtschaftlichen und sozialen Gebieten – insbesondere unter Angehörigen des Mittelmanagements nationaler wie internationaler Banken sowie in Aktivitäten zur Initiierung, Pflege und Förderung internationaler Begegnungen.
Das International Bankers Forum ist Herausgeber des gleichnamigen Finanzfachmagazins „International Bankers Forum“ das sich an Entscheider in der Banken- und Finanzbranche richtet und organisiert regelmäßig Konferenzen zu Themen, die den Finanzplatz bewegen. Meist werden solche Veranstaltungen in den Räumen seiner institutionellen Mitglieder organisiert.

## Institutionelle Mitglieder
Zu den institutionellen Mitgliedern des Forums gehören u. a. die folgenden Banken:
- Bayerische Börse
- Börse Düsseldorf
- Coface Deutschland
- Commerzbank
- Crédit Agricole Corporate and Investment Bank
- Deutsche Bank
- Deutsche Bundesbank
- Europäische Zentralbank
- Hoist International
- HSBC Trinkaus & Burkhardt
- JPMorgan Chase
- KfW
- Landesbank Baden-Württemberg
- Landesbank Hessen-Thüringen
- PSD Bank Hessen-Thüringen
- Reisebank
- Renell Wertpapierhandelsbank
- Royal Bank of Scotland
- Unicredit Bank
- VIETINBANK